# 1924–1925-ös magyar labdarúgókupa
Az 1924–1925-ös magyar kupa a sorozat 8. kiírása volt, melyen az MTK csapata 6. alkalommal diadalmaskodott. 
Az 1923–1924-es magyar labdarúgókupát a VIII., az 1924. évi nyári olimpiai játékok miatt nem írták ki.

## Döntő
| 1. csapat                 | Eredmény | 2. csapat |
| ------------------------- | -------- | --------- |
| Magyar Testgyakorlók Köre | 4–0      | UTE       |

| 1926. március 28. |

| Magyar Testgyakorlók Köre | 4–0 | UTE |
| ------------------------- | --- | --- |
|                           |     |     |

| Hungária krt., Budapest Nézőszám: 12 000 Játékvezető: Bíró Sándor (magyar) |

- MTK:  Remete  –  Kocsis,  Senkey  I  –  Rebró,  Kléber,  Nádler  –  Senkey  II,  Molnár,  Braun, Opata, Jeny
- UTE:  Szulik  –  Fogl  II,  Fogl  III  –  Kelecsényi,  Buza,  Király  –  Leitner,  Török,  Grossman, Schaller, Szidon
- Gólszerzo: Opata (2), Senkey II, Fogl II (öngól)

## Külső hivatkozások
- 1924–1925-as magyar labdarúgókupa. magyarfutball.h. (Hozzáférés: 2014. június 29.)